# Hortense (Géorgie)
Hortense est une census-designated place située dans le comté de Brantley, dans l’État de Géorgie, aux États-Unis. Lors du recensement de 2020, elle comptait 252 habitants.